# Eduard Zehnder
Eduard Zehnder (Leuggern, 10 de novembro de 1940 – 22 de novembro de 2024) foi um matemático suíço. Foi uma das principais autoridades da topologia simplética.
Zehnder estudou matemática de 1960 a 1965 no Instituto Federal de Tecnologia de Zurique, onde obteve um doutorado em 1971 em física teórica, orientado por Res Jost. Depois esteve por um ano a convite de Jürgen Moser no Instituto Courant de Ciências Matemáticas da Universidade de Nova Iorque e de 1972 a 1974 no Instituto de Estudos Avançados de Princeton. Em 1974 foi professor de matemática da Universidade de Erlangen-Nuremberge e de 1976 a 1986 foi professor da Universidade de Bochum. Em 1987/88 foi diretor do Instituto de Matemática da Universidade Técnica da Renânia do Norte-Westfália em Aachen e a partir de 1988 professor do Instituto Federal de Tecnologia de Zurique, onde tornou-se professor emérito em 2006.
Em 1983 provou com Charles Cameron Conley a conjectura de Arnold para toros de dimensão qualquer.
Em 1986 foi palestrante convidado ("Invited Speaker") no Congresso Internacional de Matemáticos em Berkeley, Califórnia (The Arnold conjecture for fixed points of symplectic mappings and periodic solutions of Hamiltonian systems). Zehnder é desde 1999 membro da Academia Leopoldina e fellow da American Mathematical Society.

## Obras
- com Helmut Hofer: Symplectic Invariants and Hamiltonian Dynamics. Birkhäuser 1998.
- com Clifford Taubes, Alan Weinstein (Eds.): Floer Memorial Volume. Birkhäuser 1995.
- com Jürgen Moser: Notes on Dynamical Systems. Courant Lecture Notes, AMS 2005.